# Rothschildia lebecuatoriana
Rothschildia lebecuatoriana is een vlinder uit de onderfamilie Saturniinae van de familie nachtpauwogen (Saturniidae).
De wetenschappelijke naam van de soort is voor het eerst geldig gepubliceerd door Ronald Brechlin & Frank Meister in 2012.

## Type
- holotype: "male. 25.IV.2012. Barcode: BC-RBP 6847"
- instituut: MWM, München, Duitsland
- typelocatie: "Ecuador, Esmeraldas, 3 km. E of Mompiche, 140 m., 0°29'37"N, 79°59'46"W"

## Synoniemen
- Rothschildia lebeau inca Rothschild, 1907 (pro parte).

## Ondersoorten
- Rothschildia lebecuatoriana lebecuatoriana
- Rothschildia lebecuatoriana eloroiana Brechlin, Käch & Meister, 2012[1]
  - holotype: "male. VII.2012. Barcode: BC-RBP 6863"
  - instituut: MWM, München, Duitsland
  - typelocatie: "Ecuador, El Oro, 10 km. W of Pinas, 750 m, 3°38'51"S, 79°45'52"W"